# Macedonische dynastie
De Macedonische dynastie (Grieks: Μακεδονική δυναστεία) heerste van 867 tot 1056 over het Byzantijnse Rijk en waren de opvolgers van de Amorische dynastie. Gedurende deze periode bereikten de Byzantijnen de grootste macht sinds de Islamitische veroveringen en er vond de zogenaamde Macedonische renaissance plaats. De dynastie is vernoemd naar zijn grondlegger, Basileios I, afkomstig uit Thracië: onderdeel van de themata Macedonië. De grondlegger en veel van de opvolgers waren van Armeense komaf waardoor de dynastie ook weleens de Armeense dynastie wordt genoemd.

## Lijst van heersers
- Basileios I (867-886)
- Leo VI de Wijze (886-912)
- Alexander I (912-913)
- Constantijn VII Porphyrogennetos (913-959)
- Romanos I Lekapenos (919-944)
- Romanos II (959-963)
- Nikephoros II Phokas (963-969)
- Johannes I Tzimiskes (969-976)
- Basileios II Boulgaroktonos (976-1025)
- Constantijn VIII (1025-1028)
- Romanos III Argyros (1028-1034)
- Michaël IV Paphlagon (1034-1041)
- Michaël V Kalaphates (1041-1042)
- Zoë Porphyrogenita (1042)
- Constantijn IX Monomachos (1042-1055)
- Theodora III (1055-1056)
- Michaël VI Stratiotikos (1056-1057)